# Never Trouble Trouble Until Trouble Troubles You
Never Trouble Trouble Until Trouble Troubles You è un album degli SNFU, pubblicato nel 2013.

## Tracce
1. Voodoo Doll Collector – 2:39 (testo: Ken Chinn – musica: Ken Fleming)
2. Buy My Own Hand – 3:35 (testo: Chinn – musica: Fleming)
3. Morley – 4:06 (testo: Chinn – musica: Sean Colig)
4. Arm in a Sling – 2:16 (testo: Chinn – musica: Colig)
5. Ashes – 4:08 (testo: Chinn – musica: Fleming)
6. Speed Weenie – 3:01 (testo: Chinn – musica: Colig, Fleming)
7. New Rose – 2:34 (testo: Brian James – musica: James)
8. Donald the Dead – 3:58 (testo: Chinn – musica: Colig, Fleming)
9. Crude Crude City – 4:03 (testo: Jon Card – musica: Card, Colig)
10. Fall Down Go Boom – 3:26 (testo: Chinn – musica: Fleming, Colig)
11. Un Low Hung – 3:06 (testo: Chinn – musica: Fleming, Kerry Cyr)
12. No Never – 3:50 (testo: Chinn – musica: Colig)